# Odorrana yizhangensis
Odorrana yizhangensis es una especie de anfibio anuro de la familia Ranidae.

## Distribución geográfica
Esta especie es endémica del centro de la República Popular de China. Habita entre los 1000 y 1200 m de altitud:
- en la provincia de Hunan en el condado de Yizhang;
- en el sur de la provincia de Hubei.[4]

## Etimología
Su nombre de especie, compuesto de yizhang y el sufijo latín -ensis, significa "que vive en, que habita", y se le dio en referencia al lugar de su descubrimiento, el condado Yizhang.

## Publicación original
- Fei, Ye & Jiang, 2007 : A new frog of the Ranidae (Ranidae, Anura). Acta Zootaxonomica Sinica, vol. 2007, n.º 4, p. 989-992.[5]